# Aérodrome de Chauvigny
L’aérodrome de Chauvigny (code OACI : LFDW) est un aérodrome civil, ouvert à la circulation aérienne publique (CAP), situé à 2 km au nord de Chauvigny dans la Vienne (région Nouvelle-Aquitaine, France).
Il est utilisé pour la pratique d’activités de loisirs et de tourisme (aviation légère et aéromodélisme).

## Installations
L’aérodrome dispose d’une piste en herbe orientée est-ouest (05/23), longue de 740 mètres et large de 80. Elle est dotée d’un balisage diurne et nocturne (feux basse intensité).
L’aérodrome n’est pas contrôlé. Les communications s’effectuent en auto-information sur la fréquence de 123,500 MHz. Il est agréé avec limitations pour le vol à vue (VFR) de nuit.
S’y ajoutent :
- une aire de stationnement ;
- des hangars ;
- une station d’avitaillement en carburant (100LL)[2].

## Activités
- Aéro-club de Chauvigny